# Alice Van Vechten Brown
Alice Van Vechten Brown (Hanover (New Hampshire), 7 de junio de 1862) fue profesora de arte e historiadora, especialmente reconocida por crear los primeros cursos de museística (1911) y de arte moderno (1927) en Estados Unidos. El curso de arte moderno fue impartido por Alfred H. Barr, Jr., quien más tarde afirmaría que los nombres de los departamentos que había desarrollado para el Museo de Arte Moderno no eran más que "los títulos de los epígrafes del curso Wellesley".
Hija de un pastor religioso del claustro de profesores de la Universidad de Dartmouth, inicialmente hizo carrera como artista, estudiando en la Liga de Estudiantes de Arte de Nueva York, hasta que una enfermedad en la familia la obligó a volver a casa. Tras su regreso, fue contratada en el  Wellesley College para gestionar el Museo Farnsworth y dirigir el departamento de arte. Fue encargada de rediseñar el programa de Historia del Arte de Wellesley, lo que aprovechó para abandonar el programa anterior, basado en el estudio de fotos y libros de textos, en favor un formato más activo que incluía el uso de métodos de laboratorio. Las estudiantes del programa de Wellesley aprendieron técnicas artísticas para entender mejor la historia del arte.
Fue coautora, junto con William Rankin, de A Short History of Italian Painting (1914).
Falleció el 16 de octubre de 1949, en Middletown (Nueva Jersey).